# Philippe Reinhardt
Philippe Reinhardt (* 14. Mai 1981 in Zürich) ist ein Schweizer Schauspieler.

## Leben
Philippe Reinhardt wuchs in Zürich auf. Nach Schauspielschulen in München, Hamburg und Zürich machte er erste Schritte auf der Theaterbühne. Es folgten Engagements für deutsche Fernsehserien und Filme. 2008 bekam er in der deutschen Komödie 1½ Ritter eine Rolle neben Til Schweiger. Im selben Jahr stand er für den schweizerischen Film Champions vor der Kamera.
Es folgte eine Rolle in Faktor 8 – Der Tag ist gekommen, einem Prime-Time-Thriller für ProSieben. Zudem bekam er neben der deutschen Schauspielerin Alexandra Kamp die Hauptrolle in dem Kurzfilm Der Zauberregen. Im Berner Theater an der Effingerstrasse stand er für das Stück Sein oder Nichtsein auf der Bühne. Im Jahr 2010 spielte er für den Drehbuchautor und Regisseur Markus Boestfleisch in dem Kinofilm Simplify your soul die Hauptrolle.
Internationale Produktionen folgten, beispielsweise Andrey Malyukovs historisches Fußballdrama Match über das historische Todesspiel von 1942, sowie Fedor Bondarchuks 3D-Produktion Stalingrad, die von Russland 2013 ins Oscarrennen um den besten ausländischen Film geschickt wurde. Bekanntheit erlangte er vor allem durch seine Hauptrolle in "Zhenich – Der Bräutigam", dem erfolgreichsten russischen Film 2016 in Russland mit 3 Mio. Kinobesuchern und mehr als 20 Mio. Zuschauern der Free-TV-Premiere.
2018 spielte er in dem Russischen Kriegsdrama  Sobibor mit, das für Russland als  bester fremdsprachlicher Film für den Oscar 2019 ins Rennen geschickt wurde. Der Film basiert auf dem Aufstand von Sobibór im gleichnamigen  Vernichtungslager im Osten Polens aus dem Jahr 1943.
2021 war Philippe Reinhardt in dem 6. Film der ARD-Reihe Die Diplomatin mit dem Titel Mord in St. Petersburg in der Rolle eines russischen Spions zu sehen.
Nach dem russischen Überfall auf die Ukraine 2022 beendete er seine Karriere in Russland, insgesamt hat er dort in 30 Filmen mitgewirkt.
Reinhardt gründete 2023 eine Produktionsfirma. Er ist mit einer Ukrainerin verheiratet, Vater einer Tochter und lebt in Berlin und Zürich.

## Filmografie
- 2004: Querschläger
- 2004: The Love I stole
- 2005: Der siebte Gang
- 2005: Jean-Luc
- 2005: Hey Chef
- 2006: Kein Bund für’s Leben
- 2006: Miss Luzifer
- 2007: SOKO 5113 – Tief gefallen
- 2007: Unter meinem Bett
- 2008: Der Schatten des Geldes
- 2008: 1½ Ritter – Auf der Suche nach der hinreißenden Herzelinde
- 2008: SOKO 5113 – Der Nachfolger
- 2008: Alarm für Cobra 11 – Die Autobahnpolizei
- 2008: Champions
- 2009: Der Zauberregen
- 2009: The quatering act
- 2009: Da kommt Kalle – Echte Freunde
- 2009: Faktor 8 – Der Tag ist gekommen
- 2010: Nachtexpress
- 2010: Die Mike-Lenn-Vision
- 2012: Overbooked – Leuchtturm, Leichen & Pasteten
- 2012: Match
- 2013: Stalingrad
- 2014: Simplify your soul – Das Ende der Liebe
- 2014: The perfect Husband
- 2016: „Zhenich“ („Der Brautigam“)
- 2017: Arzt mit Nebenwirkung
- 2018: Sobibor
- 2019: Love Made Easy
- 2019–2022: True North
- 2020: Bail
- 2020–2022: Contamin
- 2020: The Match
- 2021: Die Diplomatin – Mord in St. Petersburg
- 2022: Diversant